# مدينة اليورانيوم
مدينة اليورانيوم مستوطنة في شمال مقاطعة ساسكاتشوان في كندا. تقع على الشاطئ الشمالي لبحيرة أثاباسكا قرب حدود الأقاليم الشمالية الغربية، وهي على ارتفاع 230 متر فوق مستوى سطح البحر. موقع المستوطنة يبعد 760 كم من شمال غرب برينس ألبرت و760 كم من شمال شرق إدمونتون و 48 كم إلى الجنوب من الحدود الشمالية الغربية لساسكاتشوان. لأغراض التعداد يتم اعتبار هذه المدينة داخل أراضي الدائرة رقم 18 في المقاطعة.

## تاريخ المدينة
في عام 1949 تم اكتشاف الأثاباسكايت من قبل س كيمان بينما كان يقوم بالبحث عن المواد المشعة حول بحيرة أثاباسكا قرب مدينة اليورانيوم. في عام 1952، قررت حكومة المقاطعة إقامة مجتمع لخدمة المناجم في منطقة اليورانيوم في بيفرلودج التي أقامتها شركة الدورادو للتعدين وتكرير، وهي شركة تابعة للحكومة الاتحادية. في عام 1954 أشارت الصحيفة المحلية، اليورانيوم تايمز، أن 52 منجماً كانت تعمل وكان هناك 12 من مناجم الحفر المكشوفة مقابل بحيرة بيفرلودج. في البداية، كانت معظم المساكن في مدينة اليورانيوم ببساطة عبارة عن خيام. وشملت بعض المناجم العاملة في المنطقة منجم غونار ومنجم لورادو.

## المناخ
يظهر الجدول التالي التغييرات المناخية على مدار السنة لمدينة اليورانيوم:
| البيانات المناخية لـمدينة اليورانيوم | البيانات المناخية لـمدينة اليورانيوم | البيانات المناخية لـمدينة اليورانيوم | البيانات المناخية لـمدينة اليورانيوم | البيانات المناخية لـمدينة اليورانيوم | البيانات المناخية لـمدينة اليورانيوم | البيانات المناخية لـمدينة اليورانيوم | البيانات المناخية لـمدينة اليورانيوم | البيانات المناخية لـمدينة اليورانيوم | البيانات المناخية لـمدينة اليورانيوم | البيانات المناخية لـمدينة اليورانيوم | البيانات المناخية لـمدينة اليورانيوم | البيانات المناخية لـمدينة اليورانيوم | البيانات المناخية لـمدينة اليورانيوم |
| الشهر                                | يناير                                | فبراير                               | مارس                                 | أبريل                                | مايو                                 | يونيو                                | يوليو                                | أغسطس                                | سبتمبر                               | أكتوبر                               | نوفمبر                               | ديسمبر                               | المعدل السنوي                        |
| ------------------------------------ | ------------------------------------ | ------------------------------------ | ------------------------------------ | ------------------------------------ | ------------------------------------ | ------------------------------------ | ------------------------------------ | ------------------------------------ | ------------------------------------ | ------------------------------------ | ------------------------------------ | ------------------------------------ | ------------------------------------ |
| الدرجة القصوى °م (°ف)                | 3.3 (37.9)                           | 5.9 (42.6)                           | 11.6 (52.9)                          | 28.9 (84.0)                          | 31.6 (88.9)                          | 34.4 (93.9)                          | 34.7 (94.5)                          | 32.8 (91.0)                          | 29.4 (84.9)                          | 20.0 (68.0)                          | 10.5 (50.9)                          | 5.9 (42.6)                           | 34.7 (94.5)                          |
| متوسط درجة الحرارة الكبرى °م (°ف)    | −21.8 (−7.2)                         | −16.2 (2.8)                          | −8.1 (17.4)                          | 3.7 (38.7)                           | 12.8 (55.0)                          | 18.8 (65.8)                          | 21.3 (70.3)                          | 19.3 (66.7)                          | 11.3 (52.3)                          | 3.8 (38.8)                           | −8.1 (17.4)                          | −17.7 (0.1)                          | 1.6 (34.9)                           |
| المتوسط اليومي °م (°ف)               | −26.8 (−16.2)                        | −22 (−8)                             | −15 (5)                              | −2.4 (27.7)                          | 6.9 (44.4)                           | 13.3 (55.9)                          | 16.2 (61.2)                          | 14.5 (58.1)                          | 7.3 (45.1)                           | 0.5 (32.9)                           | −11.8 (10.8)                         | −22.1 (−7.8)                         | −3.5 (25.7)                          |
| متوسط درجة الحرارة الصغرى °م (°ف)    | −31.9 (−25.4)                        | −28.0 (−18.4)                        | −22.0 (−7.6)                         | −8.6 (16.5)                          | 1.0 (33.8)                           | 7.7 (45.9)                           | 11.0 (51.8)                          | 9.6 (49.3)                           | 3.3 (37.9)                           | −2.8 (27.0)                          | −15.7 (3.7)                          | −26.7 (−16.1)                        | −8.6 (16.5)                          |
| أدنى درجة حرارة °م (°ف)              | −48.9 (−56.0)                        | −48.3 (−54.9)                        | −42.8 (−45.0)                        | −37.8 (−36.0)                        | −16.7 (1.9)                          | −5.0 (23.0)                          | 3.2 (37.8)                           | −1.4 (29.5)                          | −9.4 (15.1)                          | −25.9 (−14.6)                        | −41.7 (−43.1)                        | −45.6 (−50.1)                        | −48.9 (−56.0)                        |
| الهطول مم (إنش)                      | 20.7 (0.81)                          | 14.8 (0.58)                          | 18.6 (0.73)                          | 19.2 (0.76)                          | 21.4 (0.84)                          | 37.8 (1.49)                          | 53.0 (2.09)                          | 53.5 (2.11)                          | 37.3 (1.47)                          | 35.9 (1.41)                          | 29.2 (1.15)                          | 20.6 (0.81)                          | 361.8 (14.24)                        |
| معدل هطول الأمطار مم (إنش)           | 0.0 (0.0)                            | 0.0 (0.0)                            | 0.2 (0.01)                           | 4.6 (0.18)                           | 17.6 (0.69)                          | 37.7 (1.48)                          | 53.0 (2.09)                          | 53.3 (2.10)                          | 35.7 (1.41)                          | 21.1 (0.83)                          | 0.3 (0.01)                           | 0.2 (0.01)                           | 223.7 (8.81)                         |
| متوسط تساقط الثلوج سم (إنش)          | 32.9 (13.0)                          | 24.8 (9.8)                           | 27.7 (10.9)                          | 18.9 (7.4)                           | 4.4 (1.7)                            | 0.0 (0.0)                            | 0.0 (0.0)                            | 0.2 (0.1)                            | 2.0 (0.8)                            | 19.2 (7.6)                           | 48.3 (19.0)                          | 36.7 (14.4)                          | 215.1 (84.7)                         |
| متوسط أيام هطول الأمطار              | 12                                   | 10                                   | 9                                    | 7                                    | 8                                    | 10                                   | 11                                   | 12                                   | 12                                   | 12                                   | 15                                   | 13                                   | 130                                  |
| متوسط الأيام الممطرة (≥ 0.2 mm)      | 0                                    | —                                    | —                                    | 2                                    | 7                                    | 10                                   | 11                                   | 12                                   | 11                                   | 7                                    | —                                    | —                                    | 60                                   |
| متوسط الأيام المثلجة (≥ 0.2 cm)      | 14                                   | 11                                   | 10                                   | 6                                    | 2                                    | —                                    | 0                                    | —                                    | 2                                    | 8                                    | 16                                   | 16                                   | 84                                   |
| المصدر:                              |                                      |                                      |                                      |                                      |                                      |                                      |                                      |                                      |                                      |                                      |                                      |                                      |                                      |